# Табата (станция, Токио)
Станция Табата (яп. 田端駅 табата эки) — железнодорожная станция на линиях Яманотэ и Кэйхин-Тохоку, расположенная в специальном районе Кита в Токио. Станция была открыта 1 апреля 1896 года и перестроена в 2008 году. На станции установлены автоматические платформенные ворота.

## Планировка станции
| 1 | ■Линия Кэйхин-Тохоку | Акабанэ・Урава・Омия  |
| 2 | ■Линия Яманотэ       | Икэбукуро・Синдзюку   |
| 3 | ■Линия Яманотэ       | Уэно・Токио           |
| 4 | ■Линия Кэйхин-Тохоку | Уэно・Токио・Иокогама |

## Близлежащие станции
| «                   | «             | Вид обслуживания | »              | »              |
| Линия Яманотэ       | Линия Яманотэ | Линия Яманотэ    | Линия Яманотэ  | Линия Яманотэ  |
| ------------------- | ------------- | ---------------- | -------------- | -------------- |
| Комагомэ            | Комагомэ      | -                | Ниси-Ниппори   | Ниси-Ниппори   |
| Линия Кэйхин-Тохоку |               |                  |                |                |
| Ниси-Ниппори        | Ниси-Ниппори  | Local            | Ками-Накадзато | Ками-Накадзато |
| Уэно                | Уэно          | Rapid            | Ками-Накадзато | Ками-Накадзато |